# Laforin
Laforin ist ein Enzym aus der Gruppe der Protein-Tyrosin-Phosphatasen. Das physiologische Substrat des Laforins wurde noch nicht identifiziert und die molekularen Mechanismen, welche die Lafora-Krankheit verursachen sind bislang unbekannt.

## Eigenschaften
Laforin wurde erstmals 1998 beschrieben. Laforin ist ein aus 331 Aminosäuren bestehendes Protein. Es dient der Vermeidung einer übermäßigen Phosphorylierung von Glykogen, da sonst unlösliche und wenig verzweigte Aggregate des hyperphosphorylierten Glykogens entstehen können.
Laforin wird durch das Gen EPM2A codiert und wird in nahezu allen Gewebearten exprimiert. Das Enzym wird in Zellen des Herzens, der Skelettmuskulatur, der Niere, des Pankreas und des Gehirns gebildet. Die Isoform 2 von Laforin besitzt keine Enzymaktivität und ist vermutlich ein Inhibitor der Isoformen 1 und 7. Isoform 4 wird zusätzlich in der Plazenta gebildet. Das Enzym enthält zwei verschiedene Domänen. Zum einen die N-terminale Domäne (bekannt als Carbohydrate-binding module), die Kohlenhydrate erkennt und binden kann. Zum anderen die C-terminale Domäne (bekannt als Dual specificity phosphatase domain), die für die Katalyse der chemischen Reaktion verantwortlich ist. Außerdem reguliert Laforin die Autophagozytose mithilfe des Proteins mTOR, die aber bei der Lafora-Krankheit beeinträchtigt ist.
Weiterhin fördert Laforin durch Bindung an die E3-Ubiquitinligase Malin und Hsp70 die Ubiquitinierung und somit den Abbau von anderen Enzymen des Glykogen-Stoffwechsels, wodurch die Toxizität fehlgefalteter Proteine gemindert wird. Laforin wird durch AMPK an einem Serin an der Position 25 phosphoryliert.

## Pathologie
Eine Mutation im Gen EPM2A führt zu Defekten im Enzym. Dadurch kommt es zur abnormalen Ansammlung von Glucanen, die als Lafora-Körper bezeichnet werden. Ein normaler Aufbau von Glykogenspeichern kann nicht mehr gewährleistet werden. Da Lafora-Körper sich häufig in Nervenzellen befinden, wird durch deren Ansammlung die Funktionen der Zellen geschädigt und dies sich besonders in Krampfanfällen widerspiegelt. Auch wird die Energieversorgung durch den Glykogenmangel gestört. Bei der Lafora(körperchen)-Krankheit (eine Glykogenspeicherkrankheit) ist es aufgrund eines genetischen Defektes auf Chromosom 6 (6q23–q25) verändert.